# Ириней Лионски
Ириней Лионски (на латински: Irenaeus Lugdunensis) е един от църковните отци, почитан като светец. Той е епископ на галския град Лугдунум (днес Лион, Франция) и е известен като първият систематичен теолог.
Православната църква го чества на 23 август.

## Възгледи
Автор е на известното съчинение „Срещу ересите“, насочено срещу гностиците, чиито учения изучава задълбочено. В своите съчинения аргументирано изтъква, че както Старият завет, така и Новият завет категорично им противоречат. Той самият вероятно е бил ученик на Поликарп Смирненски, последовател на Йоан Богослов. Според Ириней авторитетът на християнската вяра се основава на изказванията на Иисус Христос, съдържащи се в Библията, обяснени в писанията на апостолите и предавани чрез Църквата, в чиято йерархия за върховна смята Римската епископия.
Ириней вижда в единството на християнското вероизповедание най-мощното оръжие против ересите. Според него Църквата притежава само една душа, както светът има само едно слънце. Вижданията си многократно нарича „правило на истината“, влагайки в това убеждението, че всемогъщият Бог-Отец е възвестявал през вековете своите намерения, чрез пророците, включително идването и съдбата на Месията и предстоящото му Второ пришествие, във времената на Апокалипсиса.